# 偽菜蚜
偽菜蚜（学名：Lipaphis erysimi）为常蚜科偽菜蚜屬下的一个种。